# I miei successi e...
I miei successi e... è una raccolta del cantante italiano Gianni Celeste, pubblicata nel 1998 dall'etichetta BMG Ricordi e distribuita dalla Seamusica di Catania che nel 2001 ha ristampato l'album con una nuova grafica. Contiene 10 successi riarrangiati e 2 inediti.

## Tracce
1. Quanne si nata tu – 4:08
2. L'amante – 3:35
3. Ricordo d'estate – 3:34
4. Si piccirilla – 3:30
5. Amici – 3:15
6. Ragazza madre – 3:10
7. Un po' d'amore – 3:40
8. Un'avventura – 4:09
9. Daniela – 2:58
10. Romanzo d'amore – 2:58
11. La nostra spiaggia – 3:54
12. Me ne vado di casa – 4:07